# Ян Вайдута
Ян Вайдута (1365, Дорогочин — 1402, Краков) — литовский князь и священник. Сын князя дорогочинского Бутовта, бежавшего в 1365 году из Литвы в Пруссию и Чехию, и внук князя трокского Кейстута.
В феврале 1381 года 16-летний Вайдута Бутовтович бежал из Литвы в прусские владение Тевтонского ордена, откуда перебрался ко двору чешского короля Вацлава IV Люксембурга.
В Праге Вайдута принял католическое крещение и получил новое имя — Ян. Скорее всего после крещения он начал учиться в университете, вероятно, на факультете богословия. Возможно, также принял сан священника.
С 1389 года Ян Вайдута упоминается в источниках как кустош (куратор) Кракова. Считается, что он получал церковные должности в Кракове и Сандомире при поддержке своего родственника — короля польского Владислава Ягелло. В 1401 году Ян Вайдута стал вторым ректором Краковского университета.
Весной 1402 года Ян Вайдута скончался и был похоронен в краковском кафедральном соборе.